# Tunel w Skorocicach

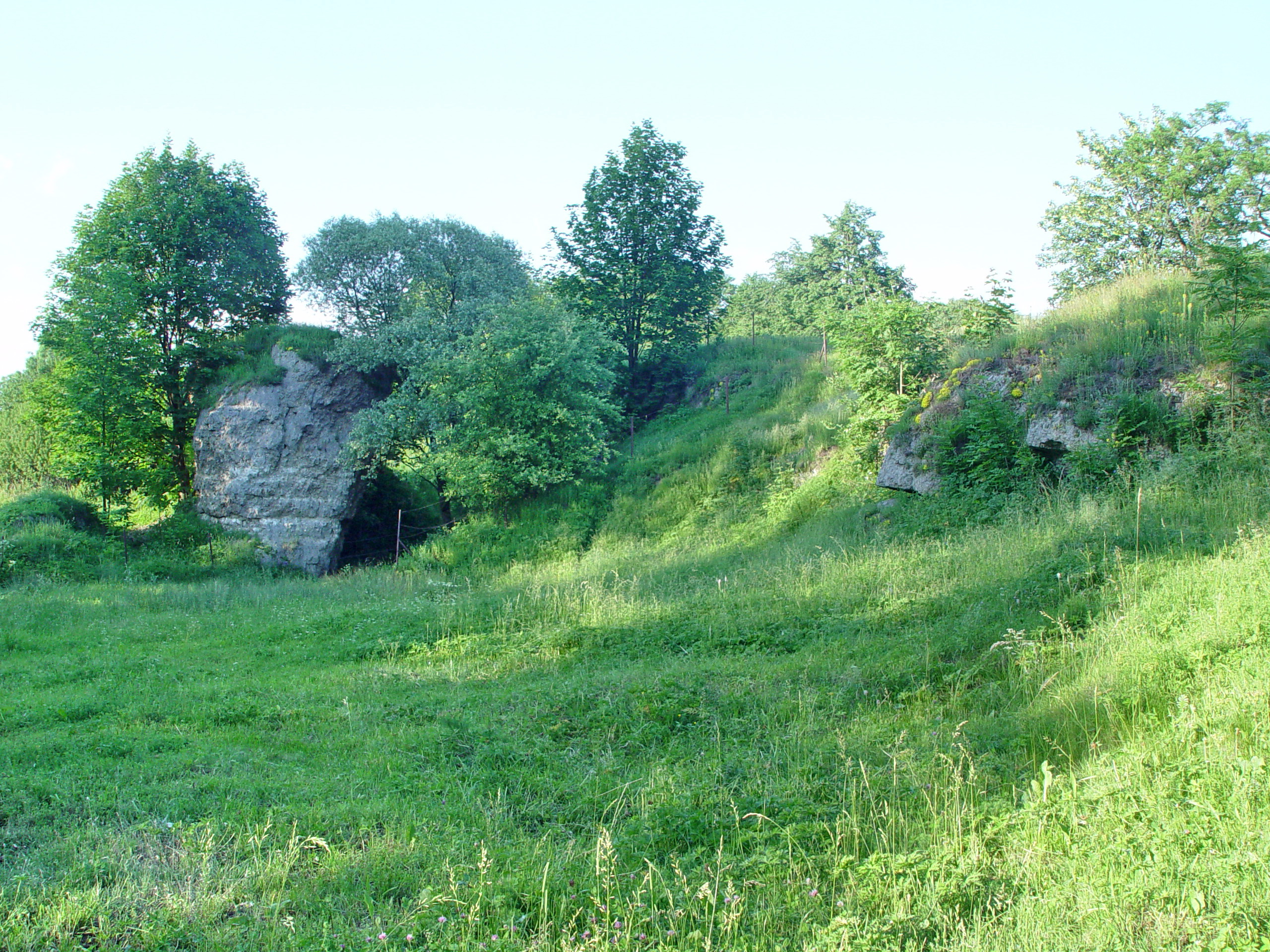
Rezerwat przyrody Skorocice

Tunel w Skorocicach – jaskinia na terenie Niecki Nidziańskiej. Ma trzy otwory wejściowe położone w Dolinie Skorocickiej (Niecka Solecka), na północny wschód od Skorocic, w pobliżu Jaskini z Potokiem, Jaskini Starej, Jaskini Górnej i Jaskini Dzwonów, na wysokościach 202 i 205 m n.p.m.. Długość jaskini wynosi 18 metrów, a jej deniwelacja 3 metry.

Jaskinia znajduje się na terenie rezerwatu przyrody „Skorocice” i jest nieudostępniona turystycznie.

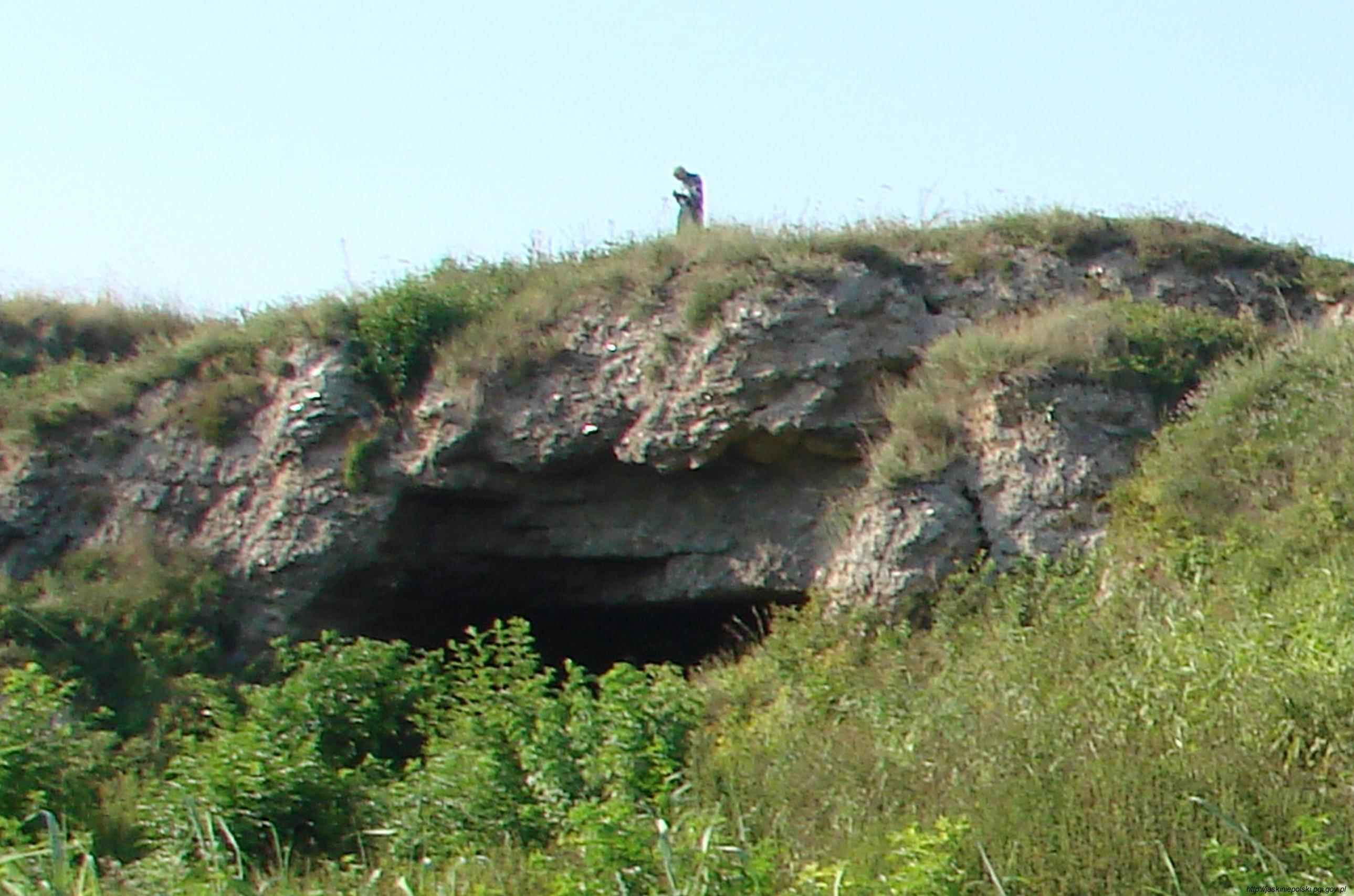
Dolny otwór jaskini

## Opis jaskini
Jaskinię stanowi obszerny, idący do góry korytarz zaczynający się w dużym otworze dolnym, a kończący w również dużym otworze górnym. Trzeci, niewielki otwór wejściowy znajduje się obok dużego otworu dolnego. W pobliżu górnego otworu od korytarza odchodzi w bok krótki i wąski korytarzyk.

## Przyroda
Jaskinia jest fragmentem dawnego podziemnego przepływu potoku. Brak jest w niej nacieków. Ściany są suche, nie ma na nich roślinności.

## Historia odkryć
Jaskinia była znana od dawna. Pierwszy jej opis i plan sporządził Kazimierz Kowalski w 1954 roku.